# Saint-Bris-des-Bois
Saint-Bris-des-Bois – miejscowość i gmina we Francji, w regionie Nowa Akwitania, w departamencie Charente-Maritime.
Według danych na rok 1990 gminę zamieszkiwało 359 osób, a gęstość zaludnienia wynosiła 40 osób/km² (wśród 1467 gmin regionu Poitou-Charentes Saint-Bris-des-Bois plasuje się na 663. miejscu pod względem liczby ludności, natomiast pod względem powierzchni na miejscu 885.).
Na terenie gminy znajduje się założone w 1111 Opactwo Fontdouce.